# Bill Carr
William ("Bill") Arthur Carr (Pine Bluff, 24 oktober 1909 – Tokio, 14 januari 1966) was een Amerikaanse atleet, die in 1932 twee gouden medailles won op de Olympische Spelen.
Carr, die studeerde aan de Mercersburg Academy en de Universiteit van Pennsylvania, werd in 1904 getraind door de Olympiër Lawson Robertson. Carrs favoriete onderdelen waren de 440 yard, de 400 m, de 880 yard en het verspringen. Tot 1932 kwam hij niet uit in grote internationale wedstrijden. Bij de IC4A-kampioenschappen dat jaar baarde hij opzien door de wereldrecordhouder Ben Eastman op de 440 yard te verslaan. Dit herhaalde hij op de Amerikaanse Olympische Trials.
Carr was de favoriet op de Olympische Spelen van Los Angeles in 1932. Net als Eastman kwam hij gemakkelijk door de voorrondes. In de finale liep Eastman het grootste gedeelte aan de leiding, maar met nog 100 m te gaan liep Carr Eastman, de student van de Stanford-universiteit voorbij en won de wedstrijd in een nieuwe wereldrecordtijd van 46,2 seconden. Eastman won het zilver en de Canadees Alex Wilson werd derde.
Carr won met het Amerikaanse estafetteteam op de 4 x 400 m estafette nog een gouden medaille. Het team, bestaande uit Ivan Fuqua, Edgar Ablowich, Karl Warner en Bill Carr, versloeg in een nieuwe wereldrecordtijd van 3.08,2 de teams uit Groot-Brittannië en Canada.
Op 17 maart 1933 werd zijn atletiekcarrière afgebroken doordat hij betrokken raakte bij een auto-ongeluk. Hij brak beide enkels en zijn bekken en deed daarna geen wedstrijden meer.

## Titels
- Olympisch kampioen 400 m - 1932
- Olympisch kampioen 4x400 m - 1932
- Amerikaans kampioen 300 yards (indoor) - 1931
- Amerikaans kampioen 400 m - 1931
- IC4A kampioen 400 m - 1932

## Palmares

### 400 m
- 1932:  OS - 46,28 s

### 4x400 m
- 1932:  OS - 3.08,2

1896: Thomas Burke ·
1900: Maxey Long ·
1904: Harry Hillman ·
1908: Wyndham Halswelle ·
1912: Charles Reidpath ·
1920: Bevil Rudd ·
1924: Eric Liddell ·
1928: Ray Barbuti ·
1932: Bill Carr ·
1936: Archie Williams ·
1948: Arthur Wint ·
1952: George Rhoden ·
1956: Charlie Jenkins ·
1960: Otis Davis ·
1964: Mike Larrabee ·
1968: Lee Evans ·
1972: Vince Matthews ·
1976: Alberto Juantorena ·
1980: Viktor Markin ·
1984: Alonzo Babers ·
1988: Steve Lewis ·
1992: Quincy Watts ·
1996: Michael Johnson ·
2000: Michael Johnson ·
2004: Jeremy Wariner ·
2008: LaShawn Merritt ·
2012: Kirani James · 
2016: Wayde van Niekerk · 
2020: Steven Gardiner · 
2024: Quincy Hall
1912: Sheppard, Lindberg, Meredith, Reidpath ·
1920: Griffiths, Lindsay, Ainsworth-Davis, Butler ·
1924: Cochran, Helffrich, MacDonald, Stevenson ·
1928: Baird, Alderman, Spencer, Barbuti ·
1932: Fuqua, Ablowich, Warner, Carr ·
1936: Wolff, Rampling, Roberts, Brown ·
1948: Harnden, Bourland, Cochran, Whitfield ·
1952: Wint, Laing, McKenley, Rhoden ·
1956: Jenkins, Jones, Mashburn, Courtney ·
1960: Yerman, Young, G. Davis, O. Davis ·
1964: Cassell, Larrabee, Williams, Carr ·
1968: Matthews, Freeman, James, Evans ·
1972: Asati, Nyamau, Ouko, Sang ·
1976: Frazier, Brown, Newhouse, Parks ·
1980: Valiulis, Linge, Tsjernetski, Markin ·
1984: Nix, Armstead, Babers, McKay ·
1988: Everett, Lewis, Robinzine, Reynolds ·
1992: Valmon, Watts, Johnson, Lewis ·
1996: Harrison, Smith, Mills, Maybank ·
2000: Bada, Chukwu, Monye, Udo-Obong  ·
2004: Harris, Brew, Wariner, Williamson ·
2008: Merritt, Taylor, Neville, Wariner ·
2012: Brown, Pinder, Mathieu, Miller ·
2016: Hall, McQuay, Roberts, Merritt ·
2020: Cherry, Norman, Deadmon, Benjamin ·
2024: Bailey, Norwood, Deadmon, Benjamin